# Lonicera calvescens
Lonicera calvescens är en kaprifolväxtart som först beskrevs av Woon Young Chun och F.C. How, och fick sitt nu gällande namn av Ping Sheng Hsu och H.J. Wang. Lonicera calvescens ingår i släktet tryar, och familjen kaprifolväxter. Inga underarter finns listade i Catalogue of Life.